# Dexter Morgan
Dexter Morgan – postać fikcyjna z serii książek Jeffa Lindsaya – Demony dobrego Dextera (2004), Dekalog dobrego Dextera (2005), Cierpienia Dextera (2007) itd. – oraz powstałego w 2006 roku na podstawie serii serialu telewizyjnego Dexter.

## Przebieg sezonów i krótki opis postaci
W ciągu dnia Dexter, tytułowy bohater serialu, pracuje w wydziale morderstw jako policyjny analityk krwi. Jednak bohater skrywa w sobie sekret, który nigdy nie może wyjść na jaw: jest żądnym krwi, genialnym seryjnym mordercą, tropi tych, którym udało się uniknąć kary, i własnoręcznie wymierza im sprawiedliwość.
W dzieciństwie (opisane w pierwszej części serii) jego przybrany ojciec Harry Morgan (policjant), dowiedziawszy się, że Dexter jest socjopatą z nieopanowaną żądzą zabijania, nauczył go zaspokajać swoje chore pragnienia, ukierunkowując je w pożądaną przez siebie. Nauczył syna, jak zacierać ślady, efektywnie zabijać swoje ofiary, zasad życia w społeczeństwie oraz jak wyrażać fałszywe emocje, co ma pozbawić jego znajomych podejrzeń wobec niego. Dexter nazwał to kodeksem, który zezwala bohaterowi wyłącznie na karanie osób zasługujących na to. Dexter zabił swoją pierwszą ofiarę w wieku 19 lat. Harry, który znajdował się w bardzo ciężkim stanie, dał mu pozwolenie na zabicie jej.

### Sezon 1
Pierwsza część serii i pierwszy sezon serialu skupia się na odkrywaniu przez Dextera swojej przeszłości. Kiedy Dexter miał trzy lata, on i jego starszy brat Brian byli świadkami okrutnego morderstwa, którego ofiarą padła ich matka. Zabójcy zostawili chłopców w kontenerze, gdzie doszło do zabójstwa z użyciem piły łańcuchowej. Chłopcy przez wiele godzin przebywali w głębokiej kałuży krwi ich własnej matki, wśród jej poćwiartowanego ciała. To dramatyczne przeżycie sprawiło, że chłopcy pozbyli się całkowicie jakichkolwiek emocji oraz nie czuli zgorszenia na widok przemocy.
Harry Morgan, późniejszy przybrany ojciec Dextera, zabrał go z miejsca zdarzenia. Brian nie podzielił losu brata i został oddany do placówki opiekuńczej, dorastając również stał się seryjnym zabójcą. Kiedy chłopcy dorośli, Brian zostawiał Dexterowi wskazówki, które były kluczem do późniejszego spotkania braci. Był to element przyjacielskiej gry. Kiedy Dexter rozwiązał zagadkę, pozwolił bratu uciec. W serialu Dexter zabija Briana kiedy dowiaduje się, że ten nie spocznie, póki nie zabije Debry, którą uważa za rywalkę odbierającą mu brata.

### Sezon 2
W drugim sezonie głównym wątkiem serialu jest poszukiwanie przez policję, a później nawet FBI seryjnego mordercy – Rzeźnika z Zatoki. Nurkowie odnajdują na dnie oceanu kilkadziesiąt worków z posiekanymi częściami ciał wielu różnych ofiar. Seryjnym mordercą, którego ścigają ludzie z Miami Metro Police, jest tak naprawdę sam Dexter. Główny bohater wpada w kłopoty, jest ciągle śledzony przez sierżanta Jamesa Doakesa, który coś podejrzewa.
W serialu podczas walki z sierżantem Jamesem Doakesem Dexter pokazuje swoje zdolności w walce wręcz. Przed walką Doakes mający jako jedyny podejrzenia wobec Dextera odkrywa, że ten trenował ju-jitsu, odkrywa również, że Dexter porzucił naukę w szkole medycznej dla kariery laboranta w policji.

## Rodzina
Do najbliższej rodziny występującej w serii należą:
- Debra Morgan – siostra Dextera, detektyw
- Harrison – syn Dextera i Rity
- Rita – żona Dextera
- Astor i Cody – dzieci Rity, przybrane dzieci Dextera
- Harry Morgan – ojciec Dextera, adoptował Dextera
- Laura Moser – biologiczna matka Dextera
- Brian Moser – biologiczny brat Dextera

## Osobowość
Dexter zabija, aby uciszyć wewnętrzny głos Mrocznego Pasażera, swoją ciemną stronę. Kiedy nie jest on w stanie opanować go, oddaje mu władzę. Uważa się za emocjonalnie upośledzonego i pozbawionego resztek człowieczeństwa. Kiedy prowadzi narrację, często używa słowa ludzie w taki sposób, jakby nie uważał się za jednego z nich. Często wspomina o wewnętrznej pustce jako jedynej rzeczy, którą odczuwa. Opowiada także, że zabijanie sprawia, że może się poczuć żywy. Uważa, że jest całkowicie pozbawiony uczuć i współczucia, że wszystkie jego emocje są częścią bardzo dobrze wyuczonej gry aktorskiej, która ma ukryć jego prawdziwą naturę. Nie odczuwa przyjemności i zainteresowania płynącego z miłości i seksu, uważa związek z Ritą za część swojego przebrania.